# Hase Cäsar
Der Hase Cäsar ist eine Handpuppe, die durch ihre Fernseh-Präsentationen 1966 Bekanntheit erlangt hat und vom Puppenspieler Wolfgang Buresch gespielt und gesprochen wurde.

## Geschichte
Entworfen wurde die Puppe von Anni Arndt vom Hohnsteiner Puppenspiel für das Puppenspiel für Erwachsene „Undine“. Der erste Fernsehauftritt war 1964 in der Sendung „Märchenraten mit Kasperle und René“ neben Peter René Körner. Hase Cäsar trat in der sechsteiligen Serie Der Hase Cäsar auf, die in lockerer Folge von 1966 bis 1967 von der ARD ausgestrahlt wurde. Große Bekanntheit erlangte er durch die 1967 gestartete ARD-Serie Schlager für Schlappohren, eine Unterhaltungssendung mit gleichzeitigem Blick hinter die Kulissen. Die freche, bissige Klappmaulpuppe Hase Cäsar beschäftigte sich dabei, gemeinsam mit dem menschlichen Co-Moderator „Arno“ (Arno Görke), mit aktuellen Pop- und Beatmusik-Titeln. Als Gäste traten zahlreiche bekannte Entertainer auf. Das typische „Biddeschööööön!“ des Hasen Cäsar wird bis heute zitiert. Die Selbstbezeichnung des Hasen klang meist nach „Haaaase Cäääsar“.
Ab 1972 gab es mit dem Hasen Cäsar und Arno die Serie Dr. h. c. Cäsar – Beratungen aller Art; dies markiert auch die ersten Versuche im Genre Comedy im Kinderprogramm.
Von 1979 bis 1981 führte „Dr. h. c. Cäsar“ durch 59 Folgen der Kindersendung Spaß muß sein. (Die übrigen 18 der insgesamt 77 Folgen moderierte Hanni Vanhaiden zusammen mit der Walrossdame Antje.) Die Sendung moderierte der Hase Cäsar im Team mit Arno Görke als „Krankenschwester“. Gastauftritte in der Sendung hatten u. a. Mike Krüger, Gitte, Frank Zander, Kevin Keegan und Jürgen von der Lippe. Einspiel-Filme waren z. B. Papa, Charly hat gesagt…, die üblichen Disney-Cartoons, Lolek und Bolek sowie Robbi, Tobbi und das Fliewatüüt.
1982 nahm sich der Hase Cäsar in der sechsteiligen Miniserie „Zwei alte Hasen entdecken Neues“ des Umweltschutzes an. Cäsar und Arno bekamen Besuch aus dem Weltall und die neu gewonnene Freundin Energika (Schauspielerin Susanne Beck, die auch schon als Partnerin von Plumpaquatsch fungierte), erklärte ihnen Umweltschutz-Praxis im Alltag.
Das NDR-Fernsehen brachte die Figur 1984 wieder in das Vorabendprogramm der ARD. Das Konzept der Sendung war als Trickfilmpräsentation mit Comedy-Einlagen und kleinen Sachkunde-Ausflügen in das Realleben angelegt. Die Figur des Hasen Cäsar wurde dabei wiederum begleitet vom Schauspieler Arno Görke und in Teilen der Serie von „Assistentin Heidrun“, dargestellt von Heidrun von Goessel, einer Fernsehansagerin des Senders.
Nach 17 Jahren Fernsehabstinenz verkürzte der Hase Cäsar am Nachmittag des Heiligabends 2001 unter Mithilfe unter anderem von Herbert Feuerstein und Hein Blöd das „Warten auf das Christkind“ (ARD/WDR). Im Jahr 2004 sendete der KiKA 13 Folgen Hase Cäsar präsentiert ... und zeigte darin in Wiederholungen Klassiker des ARD-, ZDF- und DFF-Kinderprogramms, aus heutiger Sicht vom Hasen Cäsar kommentiert.

## Zeittafel
- 1966 bis 1968: Der Hase Cäsar. ARD, Serie in sechs Teilen plus einer Extrafolge
  - 1. Cäsar macht Ferien (7. August 1966)
  - 2. Cäsar kommt zur Schule (30. August 1966)
  - 3. Cäsar wird Schlagersänger (11. September 1966), mit Sven Jenssen
  - 4. Cäsar wird Fernsehansager (4. Oktober 1966)
  - 5. Cäsar und der Zauberer (20. Juli 1967)
  - 6. Cäsar macht Jazz (26. September 1967)
  - 7. Cäsar hat Geburtstag (21. März 1968)
- 1967 bis 1971: Schlager für Schlappohren mit dem Hasen Cäsar. ARD/WDR, 43 Folgen, schwarz/weiß
- 1972 bis 1975: Dr. h. c. Cäsar – Beratungen aller Art. ARD/NDR, 36 Folgen
- 1979 bis 1981: Spaß muß sein, ARD/NDR, 59 von 77 Folgen
- 1982: Zwei alte Hasen entdecken Neues. ARD/NDR sechs Folgen
- 1980er Jahre: Trickfilmpräsentation
- 2001: Warten auf das Christkind mit dem Hasen Cäsar (ARD/WDR)
- 2004: Hase Cäsar präsentiert … Klassiker des Kinderprogramms, (Kinderkanal, 13 Folgen)

## Mitwirkende
- Puppe: Anni Arndt
- Puppenspieler und Sprecher: Wolfgang Buresch
- Arno: Arno Görke
- Heidrun: Heidrun von Goessel
- Autor: Wolfgang Buresch

## DVD-Veröffentlichung
Am 18. März 2016 erschien die sechsteilige Serie Der Hase Cäsar (plus Serienextra Cäsar hat Geburtstag) auf zwei DVDs mit einer Spielzeit von 173 Minuten.